# Едійс Брахманіс
Едійс Брахманіс (латис. Edijs Brahmanis; народився 17 листопада 1983 у м. Вентспілсі, Латвія) — латвійський хокеїст, лівий нападник. Виступає за «Металургс» (Лієпая) у Білоруській Екстралізі. 
Виступав за «Ессаміка»/«Юніорс» (Рига), «Призма» (Рига), ХК «Замгале», ХК «Рига 2000», ХК «Огре», «Бейзінстоук Байсон», «Динамо» (Рига), «Металургс» (Лієпая).
У складі молодіжної збірної Латвії учасник чемпіонатів світу 2001 (дивізіон I) і 2002 (дивізіон II). У складі юніорської збірної Латвії учасник чемпіонатів світу 2000 (група B) і 2001 (дивізіон I).